# Le Ravin des ténèbres
Le Ravin des ténèbres (titre original : I Will Fear No Evil) est un roman de Robert A. Heinlein publié en 1970.

## Résumé
Dans un futur pas si lointain, un très vieil homme très riche et très malade parvient à faire greffer son cerveau dans le corps d'un donneur beaucoup plus jeune.
Très rapidement dès son réveil, le vieil homme prend conscience qu'il n'est pas seul dans son esprit. Il y cohabite avec son donneur, son ancienne secrétaire, une femme magnifique et libre. De savoureux dialogues s'ensuivent tout au long des nombreuses aventures plus rocambolesques les unes que les autres que va vivre Jeanne Eunice Smith. Peu de temps avant son départ pour la lune et la naissance de son fils, son corps abritera un troisième esprit.
Un peu "daté" dans le rythme, le roman garde un côté érotico-chic assez surprenant. Non réédité en français et souvent même absent des bibliographies.
Édition française: Albin Michel, 1974,  (ISBN 2-226-00042-9).